# Conus castus
Conus castus é uma espécie de gastrópode do gênero Conus, pertencente a família Conidae.